# Lamidada (Dholkha)
Lamidada (nep. लामीडाँडा) – gaun wikas samiti w środkowej części Nepalu w strefie Dźanakpur w dystrykcie Dholkha. Według nepalskiego spisu powszechnego z 2001 roku liczył on 939 gospodarstw domowych i 4149 mieszkańców (2098 kobiet i 2051 mężczyzn).